# Kontorhaus Altenwall
Das Kontorhaus Altenwall in Bremen-Mitte (Bremen), Ortsteil Altstadt, Altenwall 1/3, gehört zu den bedeutenden Bremer Bauwerken.
Im Gebäude befinden sich im Erdgeschoss Läden, ansonsten die Büros von Dienstleistungsunternehmen.

## Geschichte
Das achtgeschossige Kontorhaus wurde 2009 für die KG Grundstücksverwaltungsgesellschaft Schwachhausen nach Plänen der Architekten Jan Jakob Schulze und Martin Pampus gebaut. Es steht an einer städtebaulich bedeutsamen Stelle an den Bremer Wallanlagen, wo einst das Ostertor von 1238 der Bremer Stadtmauer stand. In direkter Nachbarschaft stehen die Kunsthalle Bremen und gegenüber das burgenhafte, romantische frühere Polizeihaus von 1908 von Carl Börnstein, heute das Wall-Forum. Das Eckhaus ist deutlich höher als die anderen Gebäude am Altenwall und betont zusammen mit dem turmartigen Wall-Forum die Eingangssituation zur Altstadt an der Ostertorstraße. Durch die zurückhaltende Abtreppung des Gebäudes über dem fünften Geschoss wird der Übergang zu den Häusern am Altenwall vermittelt. Die hellbeige Fassade ist ein weiteres Gestaltungselement, das zur Nachbarschaft vermittelt.
Architekten und Bauwerk wurden 2010 mit dem BDA-Preis Bremen ausgezeichnet.

Die Jury zum BDA-Wettbewerb in Bremen schrieb dazu: „Die Jury wertet dieses Gebäude als einen äußerst gelungenen, ja vorbildlichen ‚Stadtbaustein‘ für eine innerstädtische Situation. Der Standardfall (Geschäftshaus mit Ladenlokalen) wird hier auf eine selbstverständliche, gelassene Weise gelöst … Die Detaillierung der Fassade und des Eingangs ist elegant gelungen. Es ist zu erwarten, dass das Haus auch nach Jahren noch einen dieser Stelle würdigen Eindruck machen wird.“